# Hispano Americana de Ediciones
Hispano Americana de Ediciones, S.A., y en origen Casa Editorial Vecchi, fue una editorial ubicada en Barcelona, sucursal de la italiana Lotario Vecchi Editore, que se dedicó a la producción de folletines y tebeos. Destaca por haber sido la popularizadora del cómic estadounidense y del cuaderno de aventuras en el mercado español.

## Trayectoria editorial

### Inicios
Casa Editorial Vecchi comenzó editando folletines, como Arrojada en la noche de su boda (1918), Dick Norton: el héroe del Far-West (193?) o Al Capone. Los pistoleros de Chicago (1932).
Mediada la década de los treinta, y bajo la dirección de Jorge Parenti, se centró en la producción de tebeos como "Yumbo" (1934), "Aventurero" (1935) y "La Revista de Tim Tyler" (1936), que presentaron al público español el cómic de aventuras estadounidense. En marzo de este último año empezó la colección Las Grandes Aventuras, compuesta por cuadernos de carácter monográfico que recopilaban las aventuras previamente serializadas de los héroes de la casa (Tim Tyler's Luck, Agente secreto X-9, Flash Gordon, Franck Buck, King y Tarzán). Con ello, y en palabras del historiador Antonio Martín, demostraba

su clara visión económica del mundo de los tebeos. Al abaratamiento del producto terminado concurren la eliminación de los equipos de redacción, el bajo coste de las planchas, la aceptación por parte del público, que permite elevar las tiradas, y todo ello sirve para dar dimensión popular y auténtica difusión al género de las lecturas baratas, que al utilizar el material americano alcanzan una calidad narrativa y de expresión superior al tipo de tebeos hasta entonces publicados.

### Posguerra
Tras la Guerra Civil, Hispano Americana intentó relanzar sus tebeos anteriores, pero no consiguió el permiso de publicación periódica, así que se centró en la producción de cuadernos de aventuras, distribuidos en tres colecciones:
- Colección de las Grandes Aventuras, a 1'50 pesetas: Flash Gordon, Franck Buck, El Hombre Enmascarado, Tarzán, etc.;
- Colección Audaz, a 60 céntimos: Popeye;
- Colección de Aventuras y Misterio, también a 60 céntimos: Juan Centella, Ciclón el Superhombre, Jorge y Fernando, etc.[2]

En 1943 consiguió comprar la revista Leyendas Infantiles, que moldeó a su estilo, y tres años después, relanzó por fin Aventurero, pero con escaso éxito. A pesar de este fracaso, continuó siendo una de las editoriales más importantes de su mercado, junto a Bruguera, Cliper y Toray.
En 1950 lanzó una colección de cuadernillos titulada "Humor de bolsillo" que incluía obras humorísticas de Pedro Alférez, Ardel, Emilio Boix, Conti, Iranzo, Ponti y Vázquez.
A finales de los 50, se hizo con los derechos y continuó dos exitosas revistas de Ediciones Clíper: "Florita" y "Jumbo".
Hispano Americana de Ediciones cerró en agosto de 1962.

## Colecciones de tebeos
| Título                             | Año  | Guionista         | Dibujante    | Ejemplares       | Tamaño  | Precio facial en pesetas                     |
| ---------------------------------- | ---- | ----------------- | ------------ | ---------------- | ------- | -------------------------------------------- |
| Agente Secreto X-9                 | 1941 | Dashiell Hammett  | Alex Raymond | 14               | 21 x 32 |                                              |
| Álbumes preferidos por la juventud | 1942 | Varios            | Varios       | 19               | 21 x 32 |                                              |
| Alas de acero                      | 1947 | Bob Kane          | Bob Kane     | 3                | 17 x 24 |                                              |
| Agente Secreto                     | 1957 |                   | Mell Graff   | 58               | 17 x 24 |                                              |
| Suchai, el pequeño limpiabotas     | 1949 | Tristiano Torelli | F. Paludetti | 226+ 1 Almanaque | 8 x 17  | 1,25 inicial y fue subiendo hasta 1,50 ptas. |